# マイエンヌ川
マイエンヌ川 （マイエンヌがわ、フランス語: Mayenne） は、フランス西部を流れる川であり、水源はオルヌ県のララセル。アンジェでサルト川と合流しメーヌ川となり、下流でロワール川に注ぐ。ロワール川水系の川であり、マイエンヌ県の語源となった。
下流部は1995年に付近のサルト川、ロワール川の氾濫原と共にラムサール条約登録地となった。

## 流域の自治体
- オルヌ県
- マイエンヌ県
- メーヌ＝エ＝ロワール県